# 阿尔维卡市镇
阿尔维卡市镇（瑞典語：Arvika kommun）是瑞典中西部韦姆兰省的一个市镇。其治所位于阿爾維卡。
现有的市镇创立于1971年，由原阿尔维卡城与5个乡镇市镇合并而成。
阿尔维卡以每年一度的阿尔维卡节著称，该节日每年都会吸引大量国际游客。